# Gebochelde streepschelp
De gebochelde streepschelp (Musculus discors) is een tweekleppigensoort uit de familie Mytilidae. De wetenschappelijke naam van de soort werd in 1767 gepubliceerd door Carl Linnaeus als Mytilus discors.

## Beschrijving
De gebochelde streepschelp is kleine tweekleppige, meestal tot 12 mm lang. De schelp is broos, gelijkwaardig maar ongelijkzijdig en ruitvormig in omtrek. De top en umbo's zijn iets verhoogd en op korte afstand van het voorste uiteinde. De voorste en achterste delen van de schelp dragen verschillende aantallen uitstralende ribben, terwijl het middelste gebied geen ribben heeft. Waar de ribben de schaalrand raken, is de rand gekarteld maar is elders glad. De schaal is geel tot bruin van kleur met een lichtgroene tot olijfgroene opperhuid (periostracum). De binnenkant van de schaal is parelmoerachtig met een smalle palliale lijn en duidelijke voorste en achterste adductor-littekens. 
Dit geslacht is ongebruikelijk omdat de byssusdraden, die worden gebruikt om het aan het substraat te bevestigen, in een nestje zijn geweven waarin macroalgen kunnen worden opgenomen (bijv. Fucus spp. en Laminaria spp.). Deze soort legt zijn eieren in slijmslierten die in het byssusnestje worden vastgehouden.

## Verspreiding
De gebochelde streepschelp is een circumboreaal tweekleppige, die wordt gevonden van de poolcirkel naar het zuiden door de Beringzee naar Japan of naar Puget Sound in de Stille Oceaan of naar het zuiden naar New York of Madeira in de Atlantische Oceaan, inclusief de westelijke Oostzee en de Middellandse Zee. De soort is schaars in de Noordzee.
Deze soort leeft in verspreide, kuddeachtige bosjes die epifytisch groeien op de bodem van zeewier en tussen faunale graszoden van het lagere intergetijdengebied tot het circalittorale subtidal op de meeste substraten. Het vormt af en toe uitgebreide, dichte aggregaties die naar boven gerichte oppervlaktes van rotsen bedekken.
Modiolus:
adriaticus · 
barbatus · 
modiolus · 
Musculus:
costulatus · 
discors · 
niger · 
subpictus

Mytilaster:
lineatus · 
minimus · 
Mytilus: 
†antiquorum · 
edulis · 
galloprovincialis · 
trossulus

Overig: 
†Arcoperna sericea · 
Crenella decussata · 
Dacrydium · 
Modiolula phaseolina · 
Perna woodi · 
†Rhomboidella prideauxi